# Gabrio Zandonà
Gabrio Zandonà (Roma, 11 giugno 1977) è un velista italiano del gruppo sportivo della Marina Militare.
Ha partecipato ai Giochi Olimpici di Atene 2004 nel 470 maschile assieme ad Andrea Trani, chiudendo al decimo posto, e ai Giochi Olimpici di Pechino 2008. Alle spalle ha una ricca carriera velica iniziata all'età di otto anni sull'Optimist prima presso il Circolo Velico Ostia Lido, poi presso il Circolo Nautico Azzurra dietro la preziosa guida del tecnico nazionale Mario Siano. Nel 1990 è arrivato quinto al Campionato Mondiale Optimist a Cascais (Portogallo) e terzo al Campionato Mondiale a Squadre. Nello stesso anno vince il suo primo titolo italiano (nel 1993 arriva quello nella classe 420, nel 1995 quello nel 470 categoria Juniores, sino ad arrivare alla recente vittoria nel settembre 2010 al Campionato italiano 470 di Formia). 
In campo internazionale si è distinto nel 2003 con la vittoria al Campionato Mondiale della classe olimpica 470, risultato che l'Italia non conquistava da ben 18 anni. Nel 2009 è poi arrivato l'oro ai Giochi del Mediterraneo di Pescara in coppia con Francesco della Torre. Dopo una parentesi  con il team Azzurra per una campagna di Coppa America, Gabrio Zandonà è tornato alla classe olimpica 470 con la quale ha preparato la campagna per Londra 2012 assieme al prodiere Pietro Zucchetti (Gruppo Sportivo Guardia di Finanza), concludendo al quarto posto, a pochi punti dai bronzo olimpico.